# Eos squamata
Il lori colloviola (Eos squamata Boddaert, 1783) è un uccello della famiglia degli Psittaculidi.

## Descrizione
Ha taglia attorno ai 27 cm, colorazione generale rossa con gola (collare che si chiude sulla nuca) e petto nero violacei attraversati da una banda rossa; ali sfumate in nero-blu e coda nera.

## Biologia
Abita le foreste primarie dove raccoglie il cibo, ma spesso si rifugia nelle foreste costiere di palme per passare la notte.

## Distribuzione e habitat
Vive in alcune isole dell'arcipelago delle Molucche e nella Nuova Guinea occidentale. In natura non è più diffuso come un tempo, ma alcune popolazioni di una certa consistenza sono segnalate; in cattività si è ben adattato ed è riprodotto con successo.

## Tassonomia
Sono classificate le seguenti sottospecie:
- E. s. squamata (Boddaert, 1783), sottospecie nominale;
- E. s. riciniata (Bechstein, 1811), con colorazione violacea del collare che sale sulla nuca;
- E. s. obiensis Rothschild, 1899, che presenta il petto rosso e il collare appena accennato e interrotto;